# Mun Ji-hee
Mun Ji-hee (* 2. August 1988) ist eine südkoreanische Biathletin. Sie ist eine der erfolgreichsten Vertreterin dieser Sportart in der Geschichte ihres Landes und die wohl profilierteste südkoreanische Biathletin der 2000er Jahre.

## Karriere
Mun Ji-hee lebt in der Provinz Jeollabuk-do und startet für Phisical Education club Chonnam, zuvor für Jeollanamdo Sports Council. Die Studentin betreibt seit 2000 Biathlon und wird von Kim Sang-wook trainiert. Seit 2005 trat sie im Biathlon-Europacup an, seit der Saison 2006/07 bis auf wenige Ausnahmen im Europacup, ist der Biathlon-Weltcup ihr Betätigungsfeld. Schon gegen Ende der Vorsaison gab sie in Pokljuka als 86. des Sprints ihr Debüt. Die erste komplette Saison lief Mun in Weltcup 2007/08. Im heimischen Pyeongchang erreichte sie als 37. eines Sprints ihr bis heute bestes Weltcupresultat und zugleich eines der besten Ergebnisse der südkoreanischen Biathlongeschichte. Höhepunkt der Saison war die Teilnahme an den Biathlon-Weltmeisterschaften 2008 in Östersund. Dort kam sie im Sprint auf den 73. Platz und mit Jo In-hee, Lee In-bok und Park Byung-joo in der Mixed-Staffel auf den 19. Rang. Zum zweiten Mal startete Mun Ji-hee bei den Weltmeisterschaften 2009 in Pyeongchang, wo sie 94. im Einzel wurde und als 65. des Sprints recht knapp die Verfolgung verpasste. Besonders gut verliefen die Sommerbiathlon-Weltmeisterschaften 2009 in Oberhof. Im Sprint auf Rollskiern schaffte die Südkoreanerin den vierten Rang und verpasste nur um 4,5 Sekunden hinter Natalia Levcencova eine Medaille. Es war das beste Ergebnis südkoreanischer Biathleten in einem internationalen Rennen. In Antholz gewann sie 2010 als erste Südkoreanerin als 39. eines Einzels erste Weltcuppunkte. Mun Ji-hee nahm an den Olympischen Winterspielen 2010 teil. Ihr bestes Resultat war der 63. Platz im Sprint. Sie war nach Kim Ja-youn bei den Olympischen Winterspielen 2002 in Salt Lake City erst die zweite Südkoreanerin, die bei Biathlon-Wettkämpfen Olympischer Spiele antrat.

## Statistiken

### Weltcupplatzierungen
Die Tabelle zeigt alle Platzierungen (je nach Austragungsjahr einschließlich Olympische Spiele und Weltmeisterschaften).
- 1.–3. Platz: Anzahl der Podiumsplatzierungen
- Top 10: Anzahl der Platzierungen unter den ersten zehn (einschließlich Podium)
- Punkteränge: Anzahl der Platzierungen innerhalb der Punkteränge (einschließlich Podium und Top 10)
- Starts: Anzahl gelaufener Rennen in der jeweiligen Disziplin
- Staffel: inklusive Mixed- und Single-Mixed-Staffeln

| Platzierung            | Einzel | Sprint | Verfolgung | Massenstart | Staffel | Gesamt |
| ---------------------- | ------ | ------ | ---------- | ----------- | ------- | ------ |
| 1. Platz               |        |        |            |             |         |        |
| 2. Platz               |        |        |            |             |         |        |
| 3. Platz               |        |        |            |             |         |        |
| Top 10                 |        |        |            |             |         |        |
| Punkteränge            | 1      | 3      |            |             | 52      | 56     |
| Starts                 | 29     | 85     | 5          |             | 55      | 174    |
| Stand: 10. Januar 2022 |        |        |            |             |         |        |

### Olympische Winterspiele
Ergebnisse bei Olympischen Winterspielen:
|                                             | Einzelwettbewerbe | Einzelwettbewerbe | Einzelwettbewerbe | Einzelwettbewerbe | Staffelwettbewerbe | Staffelwettbewerbe |
| Sprint                                      | Verfolgung        | Einzel            | Massenstart       | Damenstaffel      | Mixedstaffel       |                    |
| ------------------------------------------- | ----------------- | ----------------- | ----------------- | ----------------- | ------------------ | ------------------ |
| Olympische Winterspiele 2010 \| Vancouver   | 63.               | –                 | 73.               | –                 | –                  |                    |
| Olympische Winterspiele 2014 \| Sotschi     | 74.               | –                 | 69.               | –                 | –                  | –                  |
| Olympische Winterspiele 2018 \| Pyeongchang | 82.               | –                 | 78.               | –                 | 18.                | –                  |